# Batom Airport
Batom Airport är en flygplats i Indonesien.   Den ligger i provinsen Papua, i den östra delen av landet, 3 800 km öster om huvudstaden Jakarta. Batom Airport ligger 109 meter över havet.
Terrängen runt Batom Airport är platt österut, men västerut är den kuperad. Runt Batom Airport är det mycket glesbefolkat, med 3 invånare per kvadratkilometer. Det finns inga samhällen i närheten. I omgivningarna runt Batom Airport växer i huvudsak städsegrön lövskog.